# Pityophagus laevior
Pityophagus laevior – gatunek chrząszcza z rodziny łyszczynkowatych i podrodziny Cryptarchinae.

## Taksonomia
Gatunek ten opisany został po raz pierwszy w 1872 roku Elzéara Abeille de Perrina.

## Morfologia
Chrząszcz o ciele długości od 5 do 6,5 mm, nieco walcowatym, sklepionym i w zarysie wydłużonym z niemal równoległymi bokami. Ubarwienie ma rdzawe do czerwonożółtego. Głowa ma niemal płaskie oczy oraz rzadziej niż u jadacha podkorowca punktowaną powierzchnię. Czułki wieńczą buławki o owalnym kształcie. Przedplecze jest trochę dłuższe niż szersze, z zaokrąglonymi kątami tylnymi. Pokrywy rzeźbione są mniej lub bardziej zaokrąglonymi punktami, od środka ku tyłowi coraz drobniejszymi; przednia część pokrywy jest błyszcząca, ich tył jednak zmatowiały wskutek obecnego między punktami szagrynowania. Przednio-środkowa część przedpiersia jest płasko sklepiona, pozbawiona kila na przedniej krawędzi. Golenie odnóży przedniej pary charakteryzują się dużym, hakowato na zewnątrz zakrzywionym zębem w kącie zewnętrzno-wierzchołkowym. Stopy mają rozszerzone człony od pierwszego do trzeciego.

## Ekologia i występowanie

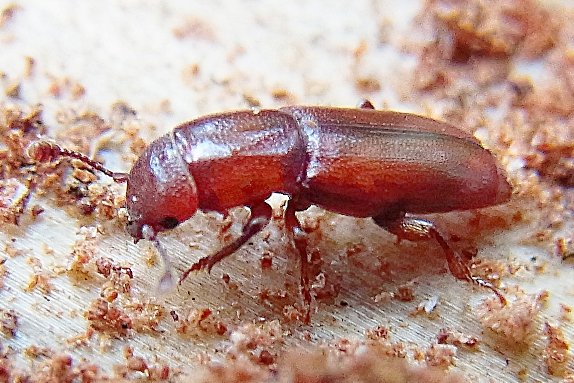
Imago w środowisku naturalnym

Owad ten zasiedla lasy iglaste i ich pobrzeża. Zarówno larwy, jak i postacie doskonałe bytują pod korą i w korzeniach sosen i jodeł, gdzie żerują na grzybni rosnącej w chodnikach kornikowatych, zwłaszcza kornika sześciozębnego. Bytują na materiale świeżym, pozostając na drzewie do około roku od jego obumarcia. Przypuszczalnie jest to gatunek reliktowy.
Gatunek zachodnio-palearktyczny, znany z Madery, Portugalii, Hiszpanii, Francji, Niemiec, Szwajcarii, Austrii, Włoch, Polski, Słowacji, Węgier, Rumunii,  Słowenii, Chorwacji, Bośni i Hercegowiny oraz Serbii. W Polsce stwierdzony został w sposób niepewny z Puszczy Białowieskiej, a błędnie podano go z okolic Gdańska.
Na „Czerwonej liście zwierząt ginących i zagrożonych w Polsce” umieszczony został jako gatunek zagrożony wyginięciem (EN). Z kolei na „Czerwonej liście gatunków zagrożonych Republiki Czeskiej” ma status krytycznie zagrożonego wymarciem (CR).